# Anna Bašta
Anna Vital'evna Bašta (in russo Анна Витальевна Башта?; Togliatti, 10 luglio 1996) è una schermitrice russa naturalizzata azera, specializzata nella sciabola. Ha vinto una medaglia d'oro agli Europei di Adalia 2022 e d'argento nella sciabola individuale ai Mondiali de Il Cairo.

## Palmarès
- Mondiali

Il Cairo 2022: argento nella sciabola individuale
- Europei

Adalia 2022: oro nella sciabola individuale